# Jože Likar
Jože Likar, slovenski gospodarstvenik in publicist, * 25. april 1895, Lokve, † 9. januar 1986, Kostanjevica na Krki. 
Po diplomi na visoki šoli za trgovino in kolonialno gospodarstvo v belgijskem Liègeu se je Likar zaposlil na jugoslovanskem diplomatskem predstavništvu v Gradcu (1922-1924). Leta 1924 je bil imenovan za tajnika in nato ravnatelja hranilnice in posojilnice v Kostanjevici na Krki, kjer je bil leta 1928 tudi med soustanovitelji vinske zadruge. Prizadeval si je za obnovo vinogradov ter za izboljšanje kakovosti cvička. Napisal in izdal je več publikacij: Naš cviček (1955), Vodnik po gostilničarskem kletarstvu (1962), Slovenska vina, njih lepota in uporaba (1974), Kostanjevica na Krki. Ob sedemstoletnici obstoja (1953).